# Castell de Hohbarr
El castell de Hohbarr (francès: Haut-Barr; alemany: Burg Hohbarr) és un castell medieval, construït per primera vegada l'any 1100, sobre la ciutat de Saverne, a l'actual departament francès del Bas-Rhin. Va ser construït sobre roca arenisca a 460 m sobre la vall de Zorn i la plana d'Alsàcia. Per això, s'ha anomenat l'ull d'Alsàcia.
En diverses ocasions fou ampliat pels bisbes d'Estrasburg.
La pau de Westfàlia va ordenar la destrucció de diversos castells, inclòs Hohbarr, però després de l'inici de la Guerra de Successió, el 1701, la fortalesa va tornar a ser utilitzada. Va ser abandonat cap al 1770, però la volta va continuar ocupada fins a la Revolució Francesa.

Hohbarr ha estat catalogat com a monument històric pel Ministeri de Cultura francès des de 1874.